# Алекс Шерцер
Алекс Шерцер (англ. Alex Sherzer; 1 лютого 1971 — 4 грудня 2022) — американський шахіст, гросмейстер від 1993 року.

## Шахова кар'єра
На межі 80-90-х років ХХ століття належав до провідних американських юніорів. Грав за збірну країни на чемпіонаті світу серед юнаків у Ріо-Гальєгос (1986, до 16 років), Агуаділья (1989, до 18 років, здобувши звання віце-чемпіона світу), Сантьяго (1990, до 20 років) i Мамая (1991, до 20 років). У 1991 році здобув звання чемпіона країни серед юнаків, крім того в 1992 році посів 3-тє місце (позаду Патріка Волффа i Бориса Гулько) у фіналі чемпіонату США в особистому заліку, що відбувся в Дуранго, завдяки чому кваліфікувався до міжзонального турніру (циклу чемпіонату світу), що проходив наступного року в Білі. На тому турнірі, який проходив за швейцарською системою, посів віддалене 61-ше місце (серед 73 учасників).
До його успіхів у міжнародних турнірах належать в тому числі: 1-ше місце в Гельсінках (1990), 1-ше місце в Будапешті (1998, турнір First Saturday FS04 GM) а також поділ 2-го місця в Будапешті (2001, First Saturday FS02 GM, позаду Хейккі Калліо, разом з Адамом Хорватом).
Від 2001 року на турнірах під егідою ФІДЕ виступає дуже рідко. Найвищий рейтинг Ело в кар'єрі мав станом на 1 липня 2004 року, досягнувши 2504 пунктів посідав тоді 30-е місце серед американських шахістів.

## Зміни рейтингу
| На цьому місці має відображатися графік чи діаграма, однак з технічних причин його відображення наразі вимкнено. Будь ласка, не видаляйте код, який викликає це повідомлення. Розробники вже працюють для того, щоби відновити штатне функціонування цього графіка або діаграми. | |
| | На цьому місці має відображатися графік чи діаграма, однак з технічних причин його відображення наразі вимкнено. Будь ласка, не видаляйте код, який викликає це повідомлення. Розробники вже працюють для того, щоби відновити штатне функціонування цього графіка або діаграми. |